# K252a
K252aは、土壌菌Nocardiopisis sp. から単離されたアルカロイドである。このスタウロスポリン構造類縁体は極めて強力なCaMキナーゼおよびホスホリラーゼキナーゼの細胞透過性を有する阻害剤である（IC50はそれぞれ1.8および1.7 nmol/L）。高濃度では、セリン/スレオニンプロテインキナーゼの有効な阻害剤でもある（IC50は10〜30 nmol/L）。
K252aはC2マウス筋芽細胞において筋肉分化を促進すると報告されており、ラット褐色細胞腫PC12細胞の神経分化をtrkチロシンキナーゼ活性の阻害によって妨害することが示されている。K252aはNGFで誘導されるTrk Aのチロシンリン酸化を阻害する。
1995年にK252aの全合成が報告されている。